# Ana Terra (filme)
Ana Terra é um filme de drama histórico brasileiro de 1972, produzido, dirigido e adaptado por Durval Garcia para distribuição da Cinedistri. Música de Carlos Castilho  que também atua. Carlos Coimbra foi o responsável pela montagem e edição. Locações em Cruz Alta no Rio Grande do Sul.
O filme era uma ideia antiga de Alberto Ruschel e Tônia Carrero ainda da época da Companhia Vera Cruz, mas não saiu do papel. A história é a adaptação para o cinema do personagem criado por Érico Veríssimo em sua obra "O Tempo e o Vento".

## Elenco
- Rossana Ghessa.... Ana Terra
- Geraldo Del Rey.... Pedro Missioneiro
- Pereira Dias.... Manuel Terra
- Vânia Elisabeth.... Henriqueta
- Naide Ribas.... Antônio
- Antonio Augusto Fernandes.... Horácio
- Rejane Schumann.... Eulália
- Carlos Castilhos.... Major Bandeira
- Pedro Machado.... chefe dos bandoleiros
- Antônio Augusto Fagundes Filho.... Pedrinho
- Gilberto Nascimento
- Alexandre Ostrovski
- Augusta Jaeger
- Maximiliano Bogo

## Sinopse
Em fins da década de 1770, durante o Império, e com a destruição das missões jesuítas, o fazendeiro paulista Manuel Terra leva sua família - a esposa Henriqueta e os filhos Antonio, Horácio e Ana - para uma área gaúcha de fronteira onde organiza uma estância de criação de gado e plantação de milho. Constantemente ameaçados pelos bandoleiros armados e grupos de índios sobreviventes das missões ("bugres"), além do temor de invasão por parte dos países de língua espanhola (os "orientais"), Manuel só pode contar com ele e seus filhos e a proteção esporádica das milícias para se defender, uma delas comandadas pelo Major Bandeira. Certo dia, a família socorre um mestiço índio ferido a bala, Pedro Missioneiro, ex-tenente de Bandeira, tencionando mandá-lo embora logo que consiga andar novamente. Mas quando se recupera, Pedro permanece com a família como um valoroso ajudante nos serviços da estância, além de fascinar Ana Terra com sua religião, artes e alfabetismo que aprendera na missão.

## Premiação
- Rossana Ghessa foi premiada no Festival de Cinema de Nápoles como melhor atriz e o filme recebeu a Placa de Ouro do júri, em 1972.